# ویلانی‌کووشد
ویلانی‌کووشد (به مجاری:  Villánykövesd) یک منطقهٔ مسکونی در مجارستان است که در ناحیه شیکلوش واقع شده‌است.